# Hrouzko-Zorianske
Hrouzko-Zorianske (en ukrainien : Грузько-Зорянське, en russe : Грузско-Зорянское, Grouzko-Zorianskoïe) est une commune urbaine de l’oblast de Donetsk, en Ukraine.

## Géographie
Hrouzko-Zorianske est arrosée par la rivière Hrouzka, affluente du fleuve côtier Kalmious, qui se jette dans la mer d'Azov au sud, et se trouve à 20 km au sud-est Makiïvka, à 22,5 km à l'est-sud-est de Donetsk et à 615 km au sud-est de Kiev. Elle se trouve légèrement en amont sur la rivière de Hrouzka de la commune urbaine de Hrouzko-Lomivka, dont elle est voisine.

## Administration
Hrouzko-Zorianske fait partie du raïon de Donetsk, et dépend de la municipalité de Makiivka.

## Population
Recensements ou estimations de la population :
| 1939  | 1959  | 1970  | 1979  | 1989  | 2001  |
| ----- | ----- | ----- | ----- | ----- | ----- |
| 4 744 | 2 220 | 1 864 | 1 717 | 1 762 | 1 475 |

| 2010  | 2011  | 2012  | 2013  | 2014  | 2015  |
| ----- | ----- | ----- | ----- | ----- | ----- |
| 1 403 | 1 395 | 1 375 | 1 367 | 1 346 | 1 333 |

| 2016  | 2017  | 2018  | 2019  | 2020  | 2021  |
| ----- | ----- | ----- | ----- | ----- | ----- |
| 1 333 | 1 333 | 1 333 | 1 334 | 1 334 | 1 334 |